# 공무원 범죄에 관한 몰수 특례법
공무원 범죄에 관한 몰수 특례법(公務員犯罪－關－沒收特例法)은 1995년 1월 5일 법률 제4934호로 제정된 법이다.
특정공무원범죄를 범한 자가 그 범죄행위를 통해 취득한 불법수익 등을 철저하게 추적·환수키 위해서 몰수 등에 관한 특례를 규정하여 공직사회의 부정부패요인을 본질적으로 제거하고 깨끗한 공직풍토를 조성함을 목적으로 두고 있다.